# ۲۷ خرچنگ
۲۷ خرچنگ یک ستاره است که در صورت فلکی خرچنگ قرار دارد.